# 醴泉飛行場
醴泉飛行場（イェチョンひこうじょう、朝鮮語: 예천비행장）は、慶尚北道醴泉郡にある飛行場である。

## 概要
1989年の開港以来、金浦や済州などへの路線を運航していた。主にアシアナ航空と大韓航空が運航し、一時年間利用客が40万人に達したが、1997年をピークに利用客が減少し始めた。中央高速道路の開通後には更に利用客が激減し、386億ウォンをかけて庁舎を拡大したにもかかわらず2004年に運航が中止された。2005年末には空港の指定が解除され、建物や施設が交通部（現：国土交通部）の国防部に移管されることで、木浦空港のような民間人の出入りが統制された軍事施設となった。